# Березин, Илья Васильевич
Илья́ Васи́льевич Бере́зин (9 августа 1923 — 5 июня 1987) — советский физикохимик, специалист в области кинетики и механизма химических реакций, биокатализа и инженерной энзимологии. Доктор химических наук, член-корреспондент Академии наук СССР (1970), лауреат Ленинской премии (1982), декан химического факультета Московского государственного университета (1969—1981).

## Биография
Илья Васильевич Березин родился в Астрахани в семье медиков. Его отец, Василий Ильич, был профессором фармакологии и ректор Астраханской государственной медицинской академии, мать, Нина Ивановна Ермакова — доктором медицинских наук.
В 1937 году вместе с семьёй переехал в Москву, в 1940 году окончил школу и поступил в Московский авиационный институт им. С. Орджоникидзе. В 1941 Илью Васильевича призвали в армию, где он служил сначала рядовым, затем ему присвоили звание политрука, а после — офицерское звание. Во время Великой Отечественной войны принимал участие в боях Западного, Центрального и 1-го Белорусского фронтов. В 1946 демобилизовали, и Илья Васильевич поступил на химический факультет Московского государственного университета.
В 1953 году Илья Васильевич стал кандидатом химических наук, а в 1962 — защитил диссертацию по теме «Исследования в области элементарных реакций свободных радикалов в жидкой фазе» на соискание ученой степени доктора химических наук. С 1969 по 1981 годы был деканом химического факультета Московского университета. В 1970 был избран членом-корреспондентом академии наук СССР, где являлся членом Отделения биохимии, биофизики и химии физиологически активных соединений. Также являлся членом ученого совета химического факультета МГУ. В Московском университете по его инициативе была создана новая учебная специальность «Физическая химия ферментативных процессов» и сам читал по ней курс лекций. В 1972 году был назначен председателем Научного совета ГКНТ СССР «Ферменты и их применение в народном хозяйстве и медицине». В 1974 основал кафедру химической энзимологии на химическом факультете МГУ, которую возглавлял более 10 лет. С 1981 года возглавлял Институт биохимии им. А. Н. Баха АН СССР. За время научной деятельности опубликовал 230 научных работ.
Умер 5 июня 1987 года от остановки сердца в Москве. Похоронен на Кунцевском кладбище.

## Научная деятельность
Вскоре после защиты докторской диссертации Илья Васильевич Березин был направлен на стажировку в Гарвардский университет к действительному члену Национальной Академии наук США Б. Л. Вэлли. По возвращении был заместителем директора и до 1970 года возглавлял отделом биокинетики Межфакультетской лаборатории молекулярной биологии и биоорганической химии МГУ (ныне Институт физико-химической биологии им. А. Н. Белозерского). Илья Васильевич сформулировал кинетико-термодинамическую концепцию действия фермента, описывающую элементарный акт превращения субстрата с использованием теории абсолютных скоростей реакций и объясняющую масштаб ферментативных ускорений, наблюдаемых в эксперименте. Предложил кинетическую теорию мицеллярного катализа, который можно рассматривать как модель ферментативного катализа. На кафедре энзимологии И. В. Березиным совместно с сотрудниками было открыто явление биоэлектрокатализа, созданы новые методы стабилизации катализаторов, разработаны системы на основе ферментов, активирующихся под действием света, механических и иных воздействий. Разработанный им способ ферментативного синтеза 6-аминопенницилиновой кислоты, используемой для синтеза антибиотиков, используется в настоящее время в России. Также с группой сотрудников разработал теоретическое, экспериментальное и клиническое обоснование использования иммобилизованных ферментов для лечения сердечно-сосудистых заболеваний.

### Основные труды
- «Иммобилизованные ферменты». И. В. Березин, Н. Л. Клячко, А. В. Левашов и др. — М.: Высш. шк., 1987. 159 с.
- «Практический курс химической и ферментативной кинетики» И. В. Березина и А. А. Клёсова.
- «Химическая энзимология» под ред. И. В. Березина и К. Мартинека.
- «Enzyme Engineering: Future Directions» под редакцией Л. Б. Вингарда, И. В. Березина и А. А. Клёсова.

## Награды
Награждён орденами Красной звезды (1944), Отечественной войны 1 и 2 степени (1945), «Знак Почета» (1973), Октябрьской революции (1973), Трудового Красного Знамени (1974), Лауреат Ленинской премии (1982).